# 5416-os mellékút (Magyarország)
Az 5416-os mellékút egy közel 12 kilométeres hosszúságú, négy számjegyű mellékút Bács-Kiskun vármegye déli részén; Jánoshalma külterületeitől vezet Kisszálláson át az 55-ös főútig. Hosszának közel háromnegyedén szilárd burkolat nélküli útként húzódik.

## Nyomvonala
Jánoshalma külterületén, a város központjától bő 3,5 kilométerre keletre indul, az 5412-es útból kiágazva, annak a 16+350-es kilométerszelvénye táján, az ott közlekedő buszok (5216, 5286, 5287, 5289, 5321) Jánoshalma, Kisszállási határút megállóhelyénél, majdnem pontosan keleti irányban. 4,5 kilométer után egy szakaszon Kunfehértó határai közt húzódik (e község lakott területét messze elkerüli), majd 5,2 kilométer megtételét követően Kisszállás területén folytatódik, de mintegy 8,4 kilométeren át szinte minimálisan sem változtatja az irányát. Az említett kilométerszelvényt elérve dél-délkeleti irányba fordul, majd 9,4 kilométer után eléri Kisszállás északi határát, ahol a Fő utca nevet veszi fel. A belterület déli szélénél ér véget, beletorkollva az 55-ös főútba, annak az 53+350-es kilométerszelvényénél, így Kisszállás lakott területének mintegy legfontosabb útja.
Teljes hossza, az országos közutak térképes nyilvántartását szolgáló kira.gov.hu adatbázisa szerint 11,459 kilométer.

## Története
Régebben, a mai útszámozási rendszer kialakítása idején a mainál nagyobb lehetett a jelentősége, legalább a két végponti település közti közlekedési kapcsolat biztosítása terén, de talán olyan formában is, mint a Jánoshalmától Szeged felé vezető út egyik szakasza. Ezt főleg az valószínűsíti, hogy csaknem nyolc és fél kilométernyi szakasza úgyszólván nyílegyenesen halad keleti irányban, sőt a város központjától számítva, az 5412-es út hasonló irányú részével együtt ez a szinte nyílegyenes szakasz több mint 12 kilométer hosszú. Később nyilvánvalóan vesztett jelentőségéből, mert az 5412-es út és az ivánkatanyai elágazása közötti, 8,4 kilométeres szakaszát az 1970-es kiadású Magyarország autótérképe ugyanúgy burkolatlan útként tünteti fel, mint ahogy szilárd burkolat nélkülinek tűnik az 2021-ben is, a Google Utcakép felvételei alapján.
A Google Utcakép egyébként tévesen az 5416-os útszám bélyegét helyezi arra a nagyjából 300 méter hosszú útszakaszra, amely az út 8+400-as kilométerszelvényétől észak felé ágazik ki, Kisszállás Ivánkatanya nevű külterületi lakott helye felé. A tévedés abból a szempontból érthető, hogy az Ivánkatanyára vezető út a major magánterületének széléig szilárd burkolatú, szemben az elvileg magasabb rendű, valódi 5416-os útnak az elágazástól nyugati irányban ténylegesen burkolatlanul húzódó folytatódásával. Jelenleg a Jánoshalmától Szegedre vezető út szerepét az 5412-es, majd Kiskunhalastól az 5408-as út tölti be.

## Települések az út mentén
- Jánoshalma
- (Kunfehértó)
- Kisszállás